# Серра Макаенсе
«Серра Макаенсе» (порт. Serra Macaense) — бразильський футбольний клуб, який базується в муніципалітеті Макае, штат Ріо-де-Жанейро. Заснований 29 грудня 1992 року під назвою «Незалежний спортивний клуб Макае» (порт. «Independente Esportes Clube Macaé»). Клуб був проданий у 2010 році та перейменований у «Serra Macaense Futebol Clube».

## Історія
Клуб був заснований як Independente Esportes Clube Macaé 29 грудня 1992 року. Клуб був проданий у 2010 році та перейменований на Serra Macaense Futebol Clube.